# Numeració babilònica
Els babilonis utilitzaven un sistema sexagesimal posicional adaptat copiat dels sumeris i també de la civilització d'Acàdia. Els nombres babilònics s'escrivien en cuneïforme, usant una agulla de làmina inclinada per a fer marques en unes taules de terrissa tova que després exposaven al sol per a endurir-les i que quedessin permanentment.
Aquest sistema va aparèixer per primera vegada al voltant de 1900-1800 aC També es creu que va ser el primer sistema de numeració posicional, és a dir, un sistema en què el valor d'un dígit en concret depèn tant del seu valor com de la posició en el nombre que es vol representar. Això va ser un avenç molt important perquè abans del sistema lloc-valor els tècnics estaven obligats a utilitzar símbols únics per a representar cada potència d'una base (deu, cent, mil i així successivament), arribant a ser dificultosos els càlculs més bàsics.
Malgrat que el seu sistema tenia clarament un sistema decimal intern van preferir utilitzar 60 com a segona unitat més petita en lloc de 100 com ho fem avui en dia, amb més rigor es pot considerar un sistema mixt de bases 10 i 60. Feien falta només dos símbols, usats en una varietat de combinacions, per denotar els 59 nombres. Es deixava un espai per a indicar el zero (segle III aC), encara que més endavant es van inventar una manera de representar un lloc buit.
La teoria més adoptada és que el 60, un nombre compost de molts factors (els nombres anterior i següent de la sèrie serien el 12 i el 120), va ser triat com a base per la seva factorització 2×2×3×5, que el fa divisible per 1, 2, 3, 4, 5, 6, 10, 12, 15, 20, i 30. De fet, és l'enter més petit divisible per tots els enters de l'1 al 6.
Els enters i les fraccions eren representats de la mateixa manera: el punt separadors d'enters i fraccions no s'escrivia, si no que quedava clar pel context.
Exemple: el nombre 53 en numeració babilònica = cinc vegades el símbol que correspon a 10, i 3 vegades el símbol que correspon a 1.